# Конча Кордоба, Луис
Луис Конча Кордоба (исп. Luis Concha Córdoba; 7 ноября 1891, Богота, Колумбия — 18 сентября 1975, там же) — колумбийский кардинал. Епископ Манисалеса с 13 июля 1935 по 10 мая 1954. Архиепископ Манисалеса с 10 мая 1954 по 18 мая 1959. Архиепископ Боготы и примас Колумбии с 18 мая 1959 по 29 июля 1972. Военный викарий Колумбии с 19 мая 1959 по 29 июля 1972. Председатель епископской конференции Колумбии в 1959—1966. Кардинал-священник с 16 января 1961, с титулом церкви Санта-Мария-Нуова с 19 января 1961.